# Olga Kutjerenko
Olga Sergejevna Kutjerenko (ryska: Ольга Сергеевна Кучеренко), född den 5 november 1985 i Volgograd, är en rysk friidrottare som tävlar i längdhopp. 
Kutjerenkos genombrott kom vid inomhus-EM 2009 då hon blev bronsmedaljör efter ett hopp på 6,82 meter. Hon deltog vid utomhus-VM samma år i Berlin där hon slutade på femte plats efter att ha hoppat 6,77 meter. 
Under 2010 noterade hon det nya personliga rekordet 7,13 vid tävlingar i Sochi. Hon vann även tävlingarna vid Bislett Games samma år. Hon var med den noteringen en av de stora favoriterna inför EM 2010 men där blev hon bara trea efter ett hopp på 6,84 meter.
Vid VM 2011 i Daegu hoppade Kutjerenko 6,77 meter och kom på andra plats.

## Personliga rekord
- Längdhopp - 7,13 meter från 2010